# 블루 캔트럴
블루 캔트럴(Blu Cantrell, 1976년 3월 16일 ~ )은 미국의 싱어송라이터이다.